# Jos Le Doaré
Pour les articles homonymes, voir Le Doaré.
Jos Le Doaré, pseudonyme de Joseph Le Doaré, né le 19 avril 1904 à Châteaulin et mort le 27 mars 1976 dans la même ville, est un photographe et éditeur français.
Il est le fondateur de la maison d'édition photographique JOS à Châteaulin.

## Biographie
Jos Le Doaré est le fils de Jean-Marie Joseph Le Doaré, né le 25 février 1869 à Cast. 
Tout d'abord agent d'assurances et photographe amateur (il achète en 1890 chez un pharmacien qui vend aussi des fournitures photographiques, un appareil 9 x 12 sur pied), Jean-Marie le Doaré fonde vers 1900 un atelier photographique à Châteaulin (il y décède le 22 septembre 1953), il se tourne après 1904 vers la carte postale en compagnie de son épouse Augustine Lintanf.
Après des études d'histoire à Paris, Jos Le Doaré entre en 1927 à l'École nationale de cinématographie et de photographie de la rue de Vaugirard. 
Il revient ensuite en Bretagne et entre dans l'entreprise familiale en 1930 ; en même temps, il s'investit dans le scoutisme et dans l'activité culturelle celtisante, en liaison avec le Bleun Brug. Il se marie le 27 juillet 1938 avec Marguerite Lefèvre-Utile.
Il constitue une collection de photographies sur la Bretagne. Il devient le spécialiste de l'illustration photographique et de la carte postale en Bretagne.
En 1949, il lance l'activité d'édition, qui représente rapidement une part importante de l'entreprise (50 % en 1955) ; il publie notamment plusieurs ouvrages de Pierre-Jakez Hélias. Les Éditions d'Art publient les séries «Images de Bretagne» et «Reflet de Bretagne».
À partir des années 1960, Dominique Le Doaré,, son fils aîné, prend le relais et poursuit l'activité jusqu'en 1997 ; l'entreprise est alors revendue hors de la famille. Afin d'assurer la conservation des archives de Jos, sa famille se constitue en association,.